# هوراس إف. بيج
هوراس إف. بيج هو محامي وسياسي أمريكي، ولد في 20 أكتوبر 1833، وتوفي في 23 أغسطس 1890 في سان فرانسيسكو في الولايات المتحدة. نشط حزبياً في الحزب الجمهوري. وقد انتخب عضو مجلس النواب الأمريكي ‏.بنتببتبنزنن